# رودبخی ۲
رودبخی ۲ یک اندیس فلزی است که در حوالی شهر نکیسان استان کرمان قرار دارد و مادهٔ معدنی موجود در آن، مس است.سنگ میزبان این اندیس دیوریت است و دیرینگی آن به دوران الیگومیوسن می‌رسد. 